# Fredrik Trudslev
Fredrik Trudslev (født 12. april 2000) er en dansk internetpersonlighed, skuespiller og komiker. Kendt fra sine sociale medier (2016- nu) og siden hen flere danske tv-produktioner såsom Vild med dans og Salsa.
Han medvirkede i 2023 i TV 2s underholdningsprogram Vild med Dans, hvor han kom på 2. pladsen med partneren Jenna Bagge.
I den 21. sæson af Vild Med Dans vendte Trudslev tilbage til dansekonkurrencen i rollen som Backstage Reporter, hvor han hver fredag gav publikum et indblik bag kulisserne.
I 2025 deltager Trudslev i TV2's underholdningsprogram Stormester.

## Opvækst
Trudslev blev født den 12. april 2000 i Aabybro ved Aalborg, hvor han voksede op og gik i gymnasiet. Han flyttede som 18-årig i 2018 til København.

## Karriere
Trudslev fik sit gennembrud på Youtube i slutningen af 2017, og han modtog samme år en nominering ved Guldtuben i kategorien 'Årets Video' for videoen Jeg ligner en flue! Aldrig køb det. Året efter, i 2018, vandt han prisen i samme kategori for hans virale video Svaret som I har ventet på, som omhandler hans seksualitet.
I 2012 spillede Trudslev rollen som Henning i Thomas Vinterbergs teateropsætning, Begravelsen på Aalborg Teater.  
Derudover blev han i 2019 nomineret i kategorien 'Årets Webstar' ved Zulu Awards.
I 2022 medvirkede Trudslev i Podcasten 112 For Knuste Hjerter.
I 2023 medvirkede Trudslev i sæson 20 af TV 2s underholdningsprogram Vild med dans, hvor han sammen med sin partner, Jenna Bagge, endte på 2. pladsen.
I 2024 medvirkede Trudslev i den nye  sæson af DRs underholdningsprogram Versus.
I 2024 medvirkede Trudslev i hovedrollen i OMDANS, en TV 2-serie bestående af seks afsnit. 
2024 indtog Trudslev titlen som backstage-reporter i den 21. sæson af Vild med dans. Rollen som backstage-reporter indebærer at interviewe deltagerne og give seerne et indblik i, hvad der foregår bag kulisserne i showet.
I starten af 2025 deltager Trudslev i TV2's underholdningsprogram Stormester, hvor kendte personer konkurrerer i kreative og humoristiske opgaver. 

## Filmografi

### Tv-serie
| År        | Titel                           | Rolle                |
| --------- | ------------------------------- | -------------------- |
| 2020      | Centrum                         | David                |
| 2021      | Fixer                           | Telemarketing-person |
| 2022-2023 | Helt Ny                         | Sig selv             |
| 2023      | Hvorfor snakker vi ikke om mig? | Sig selv             |
| 2023      | Salsa                           | Lukas                |